# Jacob Hamblin

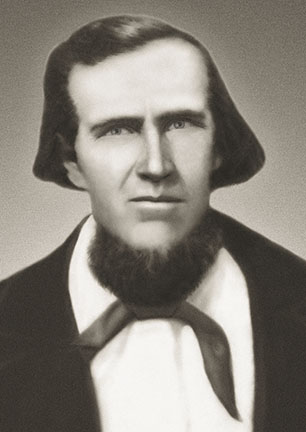
Jacob Hamblin

Jacob Hamblin (* 6. April 1819 in Salem, Ohio; † 31. August 1886 in Pleasanton, New Mexico) war mormonischer Siedler im  Westen der USA.
Hamblin wurde in Ohio geboren. Er und seine Frau Lucinda, geborene Taylor, schlossen sich 1842 der Kirche Jesu Christi der Heiligen der Letzten Tage (Mormonen) an und zogen im folgenden Jahr in den damaligen Hauptsiedlungsort der Konfession nach Nauvoo in Illinois. Dort heiratete er im Sinne der mormonischen Polygamie Rachel Judd als zweite Frau. Weitere Ehen mit Sarah Priscilla Leavitt und  Louisa Boneli ging er 1857 und 1865 ein. Mit den vier Frauen hatte er 24 Kinder, weitere wurden von der Großfamilie adoptiert.
Im Zuge der Mormonen-Einwanderung ins spätere Utah ab 1847 ließ er sich zunächst im dortigen Tooele als Siedler nieder und wurde mit den dort ansässigen Indianern bekannt, zu denen er gute Beziehungen pflegte. Da die Indianer ihm vertrauten, wurde er von Brigham Young auf viele Missionen zu den Indianern berufen. Besonders sollte er sich ab 1854 um die Beziehung der Mormonen zu den Indianern im Süden Utahs kümmern und dort als Missionar dienen. Daher übersiedelte er 1855 nach Santa Clara in der Nähe von St. George, wo noch heute sein Haus als Museum zu besichtigen ist.
Als sich ab 1857 im  Utah-Krieg bewaffnete Mormonen gegen die US-Armee stellten, versuchte Hamblin die Indianer der Region zu bewegen, sich auf Seiten der Kirche zu stellen und die Armee zu bekämpfen. Im September 1857 kam es zum Mountain Meadows Massaker, in dem Mormonen völlig unbeteiligte Siedler auf dem Durchzug nach Oregon überfielen und umbrachten. Hamblins Rolle darin ist umstritten. Eine Zeugin benannte ihn ausdrücklich als Teilnehmer, andere lokalisierten ihn zum Zeitpunkt des Überfalls in Salt Lake City, verweisen aber darauf, dass er andere Überfälle begangen hätte. Er selbst will den Siedlern unterwegs begegnet sein und ihnen ohne von irgendwelchen Plänen oder Gefahren gewusst zu haben den Ort des späteren Überfalls als Rastplatz empfohlen haben. Eine ausführliche Untersuchung war aus politischen Gründen nicht gewollt und fand auch nicht statt.
Ab 1882 wurde er wie andere prominente Angehörige der Kirche Jesu Christi HLT polizeilich wegen Polygamie verfolgt. Vor einer Vielzahl an Haftbefehlen flohen er und seine Familie aus Utah in den Norden Arizonas, nach New Mexico und möglicherweise auch kurzzeitig nach Mexiko. Seine Frauen ließen sich mit den Kindern an verschiedenen Orten nieder, er selbst wechselte bis zu seinem Tod 1886 ständig den Aufenthaltsort.
Sein geistiges Erbe wird in der Kirche Jesu Christi der Heiligen der Letzten Tage in einer Reihe von Anekdoten tradiert, die seine Integrität und seine ausgezeichneten Beziehungen zu den Indianern illustrieren.